# Insula Somerset

Localizarea insulei Somerset în Arhipelagul Arctic Canadian

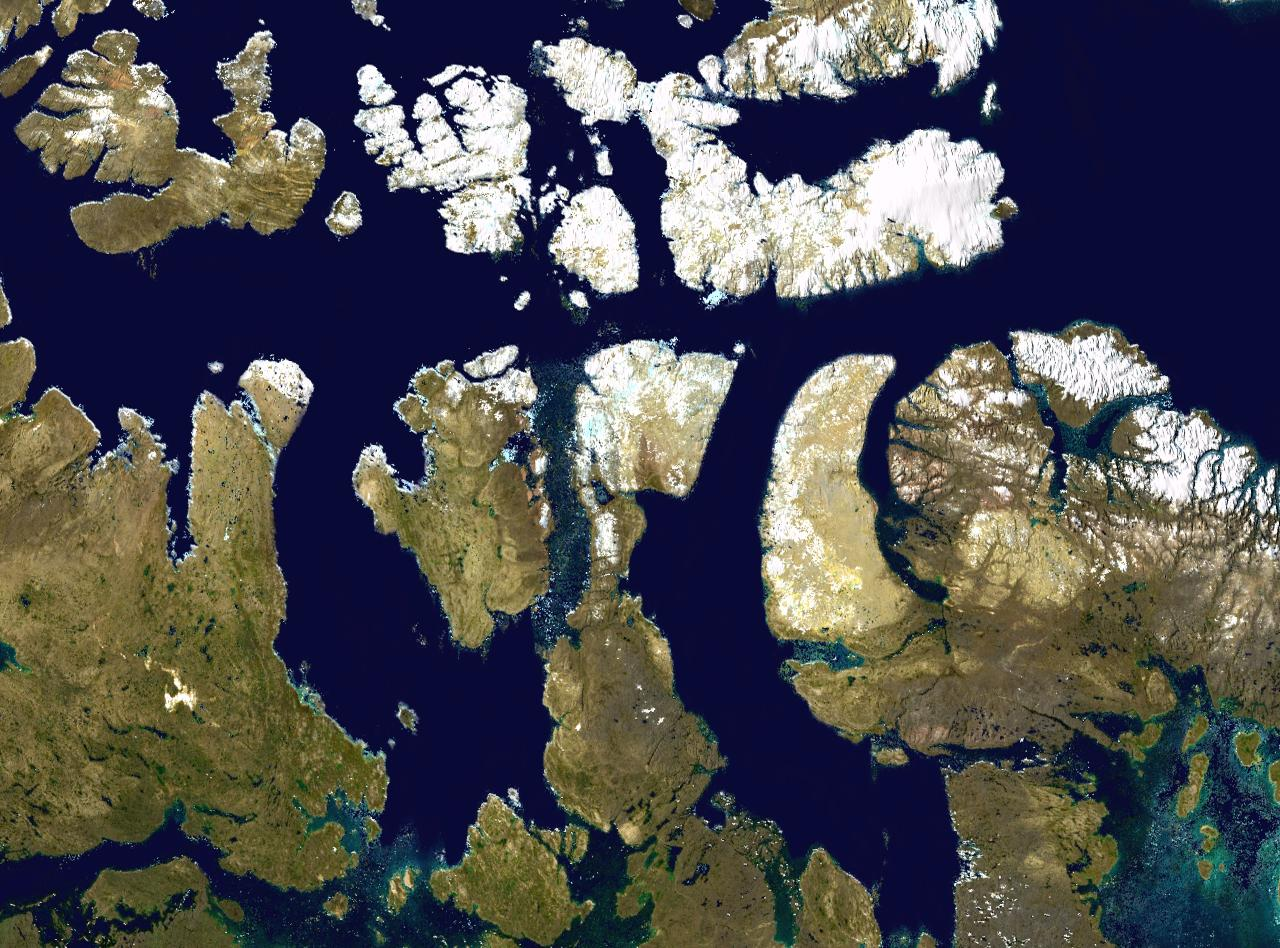
Imagine din satelit a insulei Somerset

Insula Somerset este o insulă nelocuită permanent din Arhipelagul Arctic Canadian, aparținând administrativ de regiunea Qikiqtaaluk a teritoriului Nunavut din Canada. Cu o suprafață de 24786 km2 ,  ocupă locul 46 în lume și locul 12 în Canada.

## Geografie
Insula este despărțită la sud prin strâmtoarea Bellot de continent, respectiv de peninsula Boothia. La vest, strâmtoarea Peel o desparte de insula Prințul de Wales, la nord se află canalul Parry care o separă de insulele Cornwallis și Devon, iar la est golful Boothia o separă de insula Baffin.
Partea vestică a insulei, formată din straturi precambriene este mai ridicată, atingând o altitudine maximă de 503 m, în timp ce restul insulei este format din roci sedimentare.
În general, vegetația este săracă, cu excepția unor depresiuni și a unor câmpii, unde se întâlnesc și turme de caribu Peary. Pe insulă se mai găsesc de asemenea turme însemnate de boi moscați.

## Istoric
Cercetările arheologice arată că din jurul anului 1000 d.Hr. până în jurul anului 1600 d.Hr., coasta de nord a insulei Somerset a fost locuită de inuiți purtători ai culturii Thule.
Insula a fost descoperită în 1819 de către William Edward Parry, și numită după comitatul său natal din Anglia.
În 1848-1849, James Clark Ross, comandând două nave în căutarea expediției lui John Franklin a iernat pe insulă și a explorat-o.
În 1937, Compania Golfului Hudson a fondat în colțul de sud-est al insulei factoria Fort Ross, dar condițiile meteorologice nefavorabile au impus închiderea sa în 1948.